# Joachim Patinir
Joachim Patinir także Patinier, Patiner lub Patenier (ur. ok. 1480 w Dinant, zm. 5 października 1524 w Antwerpii) – flamandzki malarz, działający w Antwerpii.

## Życiorys
Patinir odegrał istotną rolę w historii malarstwa pejzażowego – jako pierwszy wyodrębnił krajobraz jako samodzielny gatunek. Na tle pejzażu przedstawiał sceny religijne (m.in. świętego Krzysztofa, świętego Hieronima, chrzest Jezusa, kuszenie świętego Antoniego, ucieczkę do Egiptu).

## Wybrane dzieła

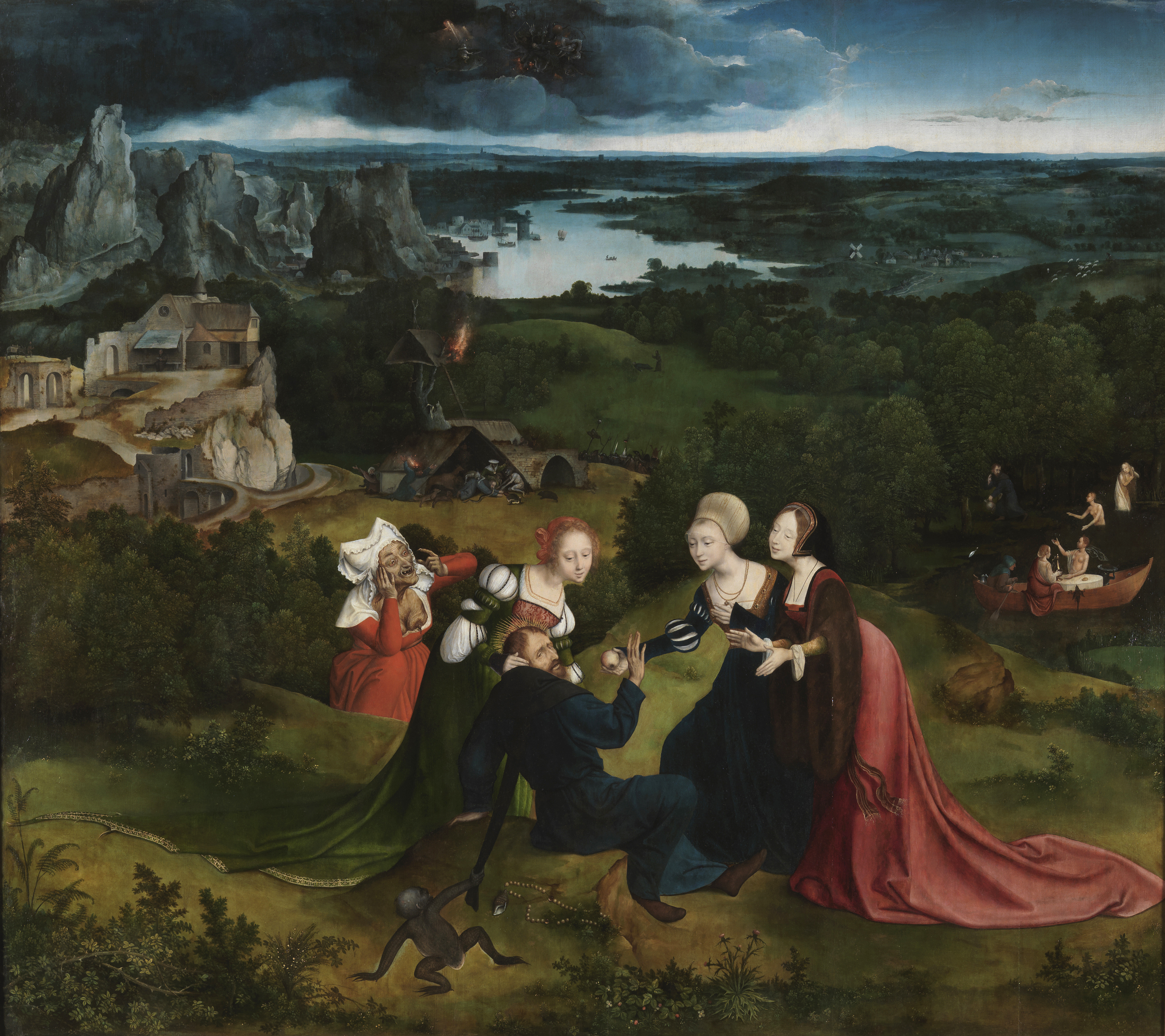
Kuszenie św. Antoniego, Prado, Madryt

- Święty Hieronim – ok. 1520, National Gallery w Londynie
- Chrzest Jezusa – ok. 1515–1524, Muzeum Historii Sztuki w Wiedniu
- Kuszenie św. Antoniego - ok. 1515, Prado, Madryt
- Charon – ok. 1515–1524, Prado, Madryt
- Ucieczka do Egiptu – 1515, Królewskie Muzeum Sztuk Pięknych w Antwerpii